# Burundi aux Jeux olympiques d'été de 1996
Le Burundi participa aux Jeux olympiques d'été de 1996 à Atlanta. C'est sa 1re participation à des Jeux d'été.
Vénuste Niyongabo remporta une médaille d'or, la première médaille remportée dans toute l'histoire olympique du Burundi.

## Délégation

### Hommes (7)
- Arthémon Hatungimana
- Charles Nkazamyampi
- Dieudonné Kwizéra
- Vénuste Niyongabo
- Aloÿs Nizigama
- Tharcisse Gashaka
- Vénuste Niyongabo

### Femmes (1)
- Justine Nahimana